# Simon Bossé
 (décembre 2018).
Simon Bossé (né en 1969) est un auteur québécois de bande dessinée.

## Biographie
Simon Bossé participe à la bande dessinée underground montréalaise depuis le début des années 90, moment où il lance son fanzine Mille putois. Il a contribué à plusieurs autres fanzines historiques tels Rectangle et Mac Tin Tac, et a coordonné des collectifs comme le québéco-suisse Kêkrapules et le numéro spécial de la revue Ferraille des Requins marteaux à Montréal. Il a publié deux albums de bande dessinée muette à L'Oie de Cravan (un éditeur dont les couvertures de livres sont régulièrement sérigraphiées par ses soins) et a participé à des collectifs, dont Comix 2000 de L'Association.
Par Mille putois, il diffuse ses travaux de sérigraphiste et éditeur artisanal. Bossé imprime ses propres recueils d’images, mais aussi la collection « Portefeuille », accueillant notamment Julie Doucet, Gigi Perron, Richard Suicide et Iris, et distribuée à travers les distributeurs automatiques du réseau Distroboto,. 

## Publications

### Albums de bande dessinée
- Intestine, L'Oie de Cravan, 2002.
- Bébête, L'Oie de Cravan, 2009.
- Flâneurs, L'Oie de Cravan, 2012.

### Participations à des collectifs
- Kêkrapules (dir.), Atoz éditions/Mille putois, 1993.
- Comix 2000, L'Association, 1999.
- « La soupe » dans Cyclope, t. 1, Zone convective, 2000.
- Ferraille international, Hors série nº1 : Montréal, île secrète de la BD (dir.), Les Requins marteaux, 2000.
- L'appareil, La Pastèque, 2005.
- Adaptation d'un sketch de Guy Nantel dans Et vlan !, La Pastèque, 2006.
- « L'homme qui a vu l'ours » dans Formule, t. 1 : Bears + beer, Les 400 coups, 2007.

### Fanzines
- Mille putois (5 numéros), 1990-92.

... et des participations à Rectangle (1989-91), Mac Tin Tac (1990-94), Rancune Comix (1994), Fœtus (1997-98), Puanteur froide (2011-), etc.

### Recueils d'illustrations
- Monstres à gogo, avec Stéphane Blanquet, Mille putois, 1997.
- Chutes, Mille putois, 2006.
- Urbain Desbois Comix, avec Urbain Desbois, Mille putois, 2008.
- Fsshmrwl Baouarf !!!, Mille putois, 2008.
- Pelage fauve, Mille putois, 2009.

### Illustration
- Hamidou Diop, texte d'Éric Simon, Mécanique générale, 2009